# I giardini del diavolo
I giardini del diavolo è un film del 1971, diretto da Alfredo Rizzo sotto lo pseudonimo di Paolo Solvay.

## Trama
Un plotone di soldati americani, reclutati dal maggiore inglese Briggs, ha l'obiettivo di sabotare un grosso deposito di carburante tedesco nel Nord Africa durante la seconda guerra mondiale. Durante il pericoloso viaggio nel deserto vengo sviati dall'illusione di poter recuperare un tesoro nascosto.